# Mitridate IV del Ponto
Mitridate IV Filopatore Filadelfo (in greco antico: Mιθριδάτης Φιλoπάτωρ Φιλάδελφoς?, che significa "Mitridate, amante del padre, e del fratello"; II secolo a.C. – 150 a.C.) fu il sesto re del Ponto e figlio di Mitridate III.
La data della sua ascesa al trono è del tutto un mistero, poiché si è sentito parlare di lui come regnante soltanto nel 154 a.C., quando viene ad essere menzionata una spedizione da lui fatta di forze ausiliarie per Attalo II contro Prusia II, re della Bitinia (un importante evento, in quanto segnalato all'inizio di una politica di amicizia del Ponto con Roma e i suoi alleati che sarebbe continuata fino a Mitridate VI Eupatore). La sola menzione che noi abbiamo di lui risale a circa 25 anni prima (179 a.C.): il suo nome viene associato con quello di suo fratello Farnace nel trattato concluso da questi con il re di Pergamo Eumene II, in un modo tale che si potrebbe supporre che egli fosse già ammesso a condividere il potere sovrano.